# Thermischer Reaktor
In einem Kernreaktor wird eine Kettenreaktion durch Neutronen aufrechterhalten, die bei der Kernspaltung entstehen und selbst wieder neue Kernspaltungen auslösen. Der Wirkungsquerschnitt für die Kernspaltung hängt von der Geschwindigkeit des Neutrons ab. In einem thermischen Reaktor
lösen abgebremste, thermische Neutronen mit einer Bewegungsenergie von etwa 0,025 eV die Spaltungen aus. (Die Benennung des Reaktortyps hat also nichts damit zu tun, dass er thermische Leistung, Wärmeleistung, liefert.)
Zur Bremsung der bei der Spaltung freigesetzten schnellen Neutronen auf thermische Energie ist ein Moderator notwendig. Da der Spaltquerschnitt der spaltbaren Nuklide für thermische Neutronen groß ist, kann die Kettenreaktion schon bei geringer Kernzahldichte dieser Nuklide aufrechterhalten werden. Thermische Reaktoren können deshalb mit leicht angereichertem Uran oder bei geeignetem Moderator sogar mit Natururan betrieben werden. Als Moderatoren werden je nach Reaktortyp normales (leichtes) Wasser, schweres Wasser oder Graphit verwendet.
Im Gegensatz zum thermischen Reaktor lösen dagegen in einem „Schnellen Reaktor“ schnelle Neutronen mit einer mittleren Bewegungsenergie von etwa 80 keV die Spaltungen aus. Der schnelle Reaktor hat keinen Moderator und besitzt deshalb ein kleines Reaktorvolumen. Die geringe Absorptionswahrscheinlichkeit der schnellen Neutronen und die relativ hohe Ausbeute an neuen Neutronen bei der Spaltungsreaktion machen den schnellen Reaktor geeignet zum Brüten von neuem Spaltstoff (Brutreaktor).